# Associazione Sportiva Fanfulla 1931-1932
Questa voce raccoglie le informazioni riguardanti l'Associazione Sportiva Fanfulla nelle competizioni ufficiali della stagione 1931-1932.

## Rosa
| N. |                   | Ruolo | Calciatore           |
| -- | ----------------- | ----- | -------------------- |
|    | Italia (bandiera) | C     | Bruno Baldini        |
|    | Italia (bandiera) | C     | Nelso Baroni         |
|    | Italia (bandiera) | A     | Gaetano Biasini (I)  |
|    | Italia (bandiera) | C     | Gino Biasini (II)    |
|    | Italia (bandiera) | C     | Bassano Brunati      |
|    | Italia (bandiera) | A     | Quinto Canevara (II) |
|    | Italia (bandiera) | A     | Caio Cappellini      |
|    | Italia (bandiera) | A     | Egidio Capra (II)    |
|    | Italia (bandiera) | P     | Pietro Capra (I)     |
|    | Italia (bandiera) | A     | Paolo Cipolla        |
|    | Italia (bandiera) | C     | Silvio Corbellini    |
|    | Italia (bandiera) | C     | Giovanni De Lorenzi  |
|    | Italia (bandiera) | D     | Giuseppe Ghisalberti |

| N. |                   | Ruolo | Calciatore          |
| -- | ----------------- | ----- | ------------------- |
|    | Italia (bandiera) | A     | Rosolino Grignani   |
|    | Italia (bandiera) | A     | Egisto Guarnieri    |
|    | Italia (bandiera) |       | Mario Macconi       |
|    | Italia (bandiera) | A     | Lino Papetti        |
|    | Italia (bandiera) | C     | Vittorio Rancati    |
|    | Italia (bandiera) | A     | Rudelli             |
|    | Italia (bandiera) | D     | Mario Salvatori (I) |
|    | Italia (bandiera) | A     | Ernesto Scotti      |
|    | Italia (bandiera) | P     | Orazio Tavazzi      |
|    | Italia (bandiera) | D     | Antonio Uggè        |
|    | Italia (bandiera) | A     | Giordano Valenti    |
|    | Italia (bandiera) | A     | Innocente Zanini    |

Marcatori :
Caio Cappellini 13 reti - Grignani 6 reti - Valenti 4 reti - Egidio Capra 3 reti - Canevara, Biasini e Baldini 2 reti - Zanini 1 rete.